# رنو پیسکوپو
رنو پیسکوپو (انگلیسی: Reno Piscopo؛ زادهٔ ۲۷ مهٔ ۱۹۹۸) بازیکن فوتبال اهل استرالیا است.
از باشگاه‌هایی که در آن بازی کرده‌است می‌توان به باشگاه فوتبال اینتر میلان اشاره کرد.
وی همچنین در تیم‌های ملی فوتبال زیر ۱۵ سال ایتالیا، زیر ۱۶ سال ایتالیا، زیر ۱۷ سال ایتالیا، Australia national under-20 soccer team، و زیر ۲۳ سال استرالیا بازی کرده‌است.